# Hiperalgèsia
Hiperalgèsia ('hiper' del grec ὑπέρ (huper, "per sobre"), '-algesia' del grec algos, ἄλγος (dolor)) és una sensibilitat anormalment augmentada al dolor, que pot ser causada per danys als nociceptors o als nervis perifèrics i pot causar hipersensibilitat a l'estímul.
Les prostaglandines E i F són en gran part responsables de sensibilitzar els nociceptors. L'augment temporal de la sensibilitat al dolor també forma part dels canvis adaptatius del comportament i de la resposta evolucionada a la infecció, coneguda com a comportament associat a la malaltia.

## Tipus
La hiperalgèsia es pot experimentar en àrees focals i limitades, o com una forma més difusa i a tot el cos. Els estudis de condicionament han establert que és possible experimentar una hiperalgèsia apresa d'aquesta última forma difusa.
La forma focal s'associa normalment a lesions i es divideix en dos subtipus:
- La "hiperalgèsia primària" descriu la sensibilitat al dolor que es produeix directament als teixits danyats.
- La "hiperalgèsia secundària" descriu la sensibilitat al dolor que es produeix als teixits circumdants no danyats.

La hiperalgèsia induïda per opioides es pot desenvolupar com a resultat de l'ús d'opioides a llarg termini en el tractament del dolor crònic. Diversos estudis en humans i animals han demostrat que la hiperalgèsia primària o secundària es pot desenvolupar en resposta tant a l'exposició crònica com aguda als opioides. Aquest efecte secundari pot ser prou greu per a justificar la interrupció del tractament amb opioides.

## Tractament
La hiperalgèsia és similar a altres tipus de dolor associat a la irritació o dany dels nervis, com ara l'al·lodínia i el dolor neuropàtic, i en conseqüència pot respondre al tractament estàndard per a aquests trastorns, utilitzant diversos fàrmacs com l'ISRS o antidepressius tricíclics, antiinflamatoris no esteroidals (AINE), glucocorticoides, gabapentina o pregabalina, antagonistes del NMDA, o opioides atípics com el tramadol. Quan la hiperalgèsia ha estat produïda per dosis altes cròniques d'opioides, reduir la dosi pot donar lloc a una millor gestió del dolor. No obstant això, com passa amb altres formes de dolor associat a la disfunció nerviosa, el tractament de la hiperalgèsia pot ser clínicament difícil i trobar un fàrmac o una combinació de fàrmacs adequats que siguin eficaços per a un pacient determinat pot requerir assaig i error. S'ha demostrat que l'ús d'un dispositiu d'estimulació elèctrica transcutània alleuja la hiperalgèsia.